# Караяр (Стерлібашевський район)
Карая́р (рос. Караяр, башк. Ҡараяр) — присілок у складі Стерлібашевського району Башкортостану, Росія. Входить до складу Аллагуватської сільської ради.
Населення — 64 особи (2010; 61 в 2002).
Національний склад:
- росіяни — 90%